# Carl Hammarlund (botaniker)
Carl Theodor Waldemar Hammarlund, född 10 juli 1884 i Nosaby socken, död 25 november 1965 i Lund, var en svensk botaniker.
Carl Hammarlund var son till byggmästaren Johan August Hammarlund. Han blev student vid Lunds universitet 1906 och 1922 filosofie kandidat och filosofie licentiat och 1924 filosofie doktor vid universitetet där. Hammarlund var assistent vid botaniska avdelningen av Centralanstalten för försöksväsendet på jordbruksområdet 1909–1917 och därunder tillförordnad avdelningsföreståndare 1913–1914 samt tjänstgjorde som förädlingsledare vid Weibullsholms växtförädlingsanstalt i Landskrona 1917–1927 och som avdelningsföreståndare vid Sveriges utsädesförening i Svalöv 1927–1932. 1924–1932 var Hammarlund docent i fytopatologi och mykologi vid Lunds universitet. Från 1932 var han föreståndare för botaniska avdelningen vid Statens växtskyddsanstalt. Hammarlund har inom botaniken främst ägnat sig åt förädlingen av olika grönsaksväxter, bland annat ärter och potatis, samt åt studiet och bekämpandet av växtsjukdomarna, särskilt sådana om orsakas av parasitsvampar. Därutöver har han studerat betningen och lämpliga betningsmedel och metoder för frö. Han utgav förutom ett stort antal genetiska och växtpatologiska avhandlingar det stora arbetet Växtsjukdomar på fruktträd, bärbuskar, grönsaks- och prydnadsväxter (1942, för svenska förhållanden bearbetat efter dansk förebild). Från en resa till Ecuador, Peru och Bolivia hemförde han till Svalöv ett stort antal potatissorter. Resan har han skildrat i Sydamerikanska strövtåg (1943).
Carl Hammarlund företog flera botaniska resor i Europa 1908–1934, en resa till USA 1934 och en forskningsresa i Ecuador, Peru och Bolivia 1933–1934.
Auktorsnamnet Hammarl. kan användas för Carl Hammarlund (botaniker) i samband med ett vetenskapligt namn inom botaniken; se Wikipediaartiklar som länkar till auktorsnamnet.